# Yvon Chouinard

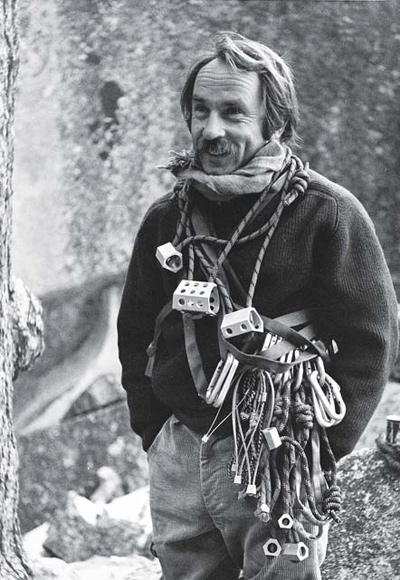
Yvon Chouinard con equipamiento para escalada de roca, incluyendo Excéntricos. Foto por Tom Frost.

Yvon Chouinard (Lewiston; 9 de noviembre de 1938) es un escalador estadounidense, ecologista, y un empresario multimillonario de la industria al aire libre. Su compañía, Patagonia, es conocida por su foco medioambiental.
Chouinard es también un surfista, kayakista y cetrero, y es especialmente aficionado a la pesca con mosca al estilo tenkara. Ha escrito sobre temas y ética de la escalada, y sobre la confluencia del ecologismo y los negocios.

## Primeros años
El padre de Chouinard era alguien con gran habilidad manual, mecánico y fontanero, canadiense-francés. En 1947, él y su familia se mudaron de Maine al sur de California. Entre sus primeros compañeros de escalada se contaban Royal Robbins y Tom Frost. Miembro del Sierra Club, en su juventud fundó el Club de Cetrería del Sur de California y fueron sus investigaciones sobre nidos de halcones las que le llevaron a la escalada. Para ahorrar dinero y adaptarlas a su estilo, decidió fabricar sus propias herramientas de escalada, aprendiendo herrería de manera autodidacta y finalmente montando un negocio.
En 1971 Chouinard conoció y se casó con su mujer, Malinda Pennoyer, quien era estudiante de artes y economía doméstica en la Universidad Estatal de California, en Fresno. Tienen un hijo (Fletcher) y una hija (Claire).

## De escalador de rocas en Yosemite a alpinista
Chouinard fue uno de los principales escaladores de la "Época dorada de la escalada en Yosemite." Fue uno de los protagonistas de la película rodada sobre esta época: Valley Uprising. Participó en el primer ascenso del North America Wall en 1964 (con Royal Robbins, Tom Frost y Chuck Pratt), sin utilizar ninguna cuerda fija. Al siguiente año, el ascenso que él y TM Herbert realizaron de la Pared Muir en El Capitán mejoró el estilo de los ascensos anteriores. Chouinard se convirtió en el mejor defensor de la importancia del estilo, la base de la escalada de roca moderna.
En 1961 visitó Canadá Occidental con Fred Beckey e hizo varios primeros ascensos importantes, incluyendo la cara norte del monte Edith Cavell (Montañas Rocosas Canadienses), la ruta Beckey-Chouinard en la Torre Howser Sur de los Bugaboos (Purcell Montañas Purcell), y la cara norte del Monte Sir Donald (Montañas Selkirk). Estos ascensos abrieron sus ojos a la idea de aplicar las técnicas de escalada de grandes muros de Yosemite a la escalada alpina; este apoyo más tarde serviría definir el alpinismo moderno de alto nivel. También en 1961 visitó Shawangunk Ridge por primera vez, escalando libre el primer campo de Matinee (la subida libre más difícil hecha en Shawangunk Ridge hasta el momento); e introduciendo los pitones de acero al cromo-molibdeno en la zona, lo cual revolucionó la protección en la escalada. En 1968 subió el Cerro Fitzroy en Patagonia por una ruta nueva (la Ruta Californiana, 3.º ascenso de la montaña) con Dick Dorworth, Chris Jones, Lito Tejada-Flores y Douglas Tompkins.
Chouinard también ha viajado y escalado en los Alpes europeos y en Pakistán.

## Chouinard Equipment, Ltd.
En 1957 compró una forja de carbón de segunda mano y empezó hacer pitones de acero endurecido para usarlos en Yosemite. En los ratos libres entre el surf y escalada vendía pitones en el maletero de su coche para mantenerse. Sus pitones mejorados fueron un gran factor en el nacimiento, entre 1957 y 1960, de la escalada de grandes muros en Yosemite. El éxito de su pitones le llevó a fundar Chouinard Equipment, Ltd.
A finales de los 1960s, Chouinard y su socio Tom Frost empezaron a estudiar equipamiento de escalada en hielo, y reinventaron las herramientas básicas (crampones y hachas de hielo) para poder escalar en hielo inclinado. Estas nuevas herramientas y su libro Escalar en hielo (1978) iniciaron el deporte moderno de escalada en hielo.
Alrededor de 1970 se dio cuenta de que el uso de pitones de acero fabricados por su compañía estaba causando un daño significativo en las grietas de Yosemite. Estos pitones suponían el 70 por ciento de sus ingresos. En 1971 y 1972, Chouinard y Frost introdujeron nuevos fisureros de aluminio, llamados Excéntricos y Tapones, junto con los menos exitosos Crack-n-Ups de acero, y comprometieron la compañía a impulsar estas nuevas herramientas nuevas y un nuevo estilo de escalada denominada "escalada limpia." Este concepto revolucionó la escalada de roca y llevó a la compañía a alcanzar un éxito aún mayor, a pesar de destruir las ventas de pitones, hasta entonces su producto más importante.
En 1974 solicitaron una patente en los EE. UU. para los Excéntricos, y fue concedida el 6 de abril de 1976. Estos todavía son fabricados por Black Diamond Equipment.
En 1989, Chouinard Equipment, Ltd. se declaró en bancarrota para protegerse de demandas por responsabilidad civil. Los activos de Chouinard Equipment, Ltd. fueron adquiridos por sus empleados a través de un proceso de Capítulo 11 y la compañía se restableció como Black Diamond Equipment, Ltd.

## Patagonia y ecologismo
Chouinard es más conocido por fundar la compañía de ropa y material Patagonia. En 1970 en un viaje a Escocia compró algunas camisas de rugby y las vendió con gran éxito. A partir de este pequeño inicio, Patagonia desarrolló una amplia gama de ropa técnica duradera.
Dándose cuenta de que el éxito económico de la compañía le daba la oportunidad de conseguir también objetivos personales, Chouinard comprometió la compañía para que fuese un sitio excepcional para trabajar y un importante recurso para el activismo medioambiental. En 1984 Patagonia abrió una cantina que ofrecía "comida sana y mayoritariamente vegetariana" y empezó a prestar servicios de guardería en la empresa. En 1986, Chouinard comprometió a la empresa para que diese el "diezmo" a activismo medioambiental, dedicando el uno por ciento de las ventas o el diez por ciento de los beneficios, lo que fuese mayor. El compromiso incluía pagar a los empleados que trabajasen en proyectos medioambientales locales, para que pudiesen dedicarse a ellos de manera exclusiva.
A comienzos de los 1990s una auditoría medioambiental de Patagonia reveló que el algodón era el peor producto para el medio ambiente. En 1996, Chouinard comprometió a la compañía a utilizar solo algodón orgánico.
En 2014, Patagonia apoyó la película documental DamNation, la cual está cambiando actitudes en América hacia sus presas. Chouinard fue el productor ejecutivo de la película, y también apareció en la película hablando sobre presas.

## Publicaciones
- Chouinard, Yvon (1982). Climbing Ice. New York, USA: Random House. 1982. ISBN 0-87156-207-3.
- Chouinard, Yvon (2005). Let My People Go Surfing. New York, USA: The Penguin Press. 2005. ISBN 1-59420-072-6.
- Chouinard, Yvon; Vincent Stanley (2012).  The Responsible Company: What We've Learned from Patagonia's First 40 years. Patagonia Books. 2012. ISBN 978-0980122787.

## Ascensos notables
- 1961 Cara norte, Monte Edith Cavell, Montañas Rocosas canadienses (primer ascenso con Fred Beckey y Dan Doody).[12]
- 1962 Cara nordeste , Disappointment Peak, Teton Range, Wyoming. (IV 5.9 A3) Primer ascenso con Tom Frost.[13]
- 1964 North American Wall, El Capitán, Yosemite - (VI 5.8 A5 3000') - Primer ascenso con Royal Robbins, Tom Frost y Chuck Pratt.[14]
- 1965 Pared Muir, El Capitán, Yosemite - (VI 5.10 A3) - Primer ascenso con TM Herbert, junio de 1965.[15]
- 1968 Southwest Ridge aka Ruta de California, Cerro Fitzroy, Patagonia Primer ascenso de ruta con Doug Tompkins, Lito Tejada-Flores, Chris Jones y Dick Dorworth, 3.º ascenso de cumbre.[16]
- 1975 Diamond Couloir (llegada directa) Monte Kenia, Kenia. Primer ascenso de llegada directa con Michael Covington, enero de 1975.[17]

## Lecturas relacionadas
- Ottman, Jacquelyn A. (2004). Green marketing: opportunity for innovation. Charleston, South Carolina, USA: BookSurge Publishing; 2nd edition. 2004. ISBN 0-8442-3239-4. Archivado desde el original el 30 de agosto de 2006.
- Krakauer, Jon (1990). Eiger Dreams. Presses de la Cité. 1990. ISBN 2-258-04862-1.
- Paumgarten, Nick (19 de septiembre de 2016). "Patagonia's Philosopher-King". Paumgarten, Nick (19 de septiembre de 2016). «Patagonia's Philosopher-King». The New Yorker. Consultado el 16 de septiembre de 2016.